# Cabbage Tree Island

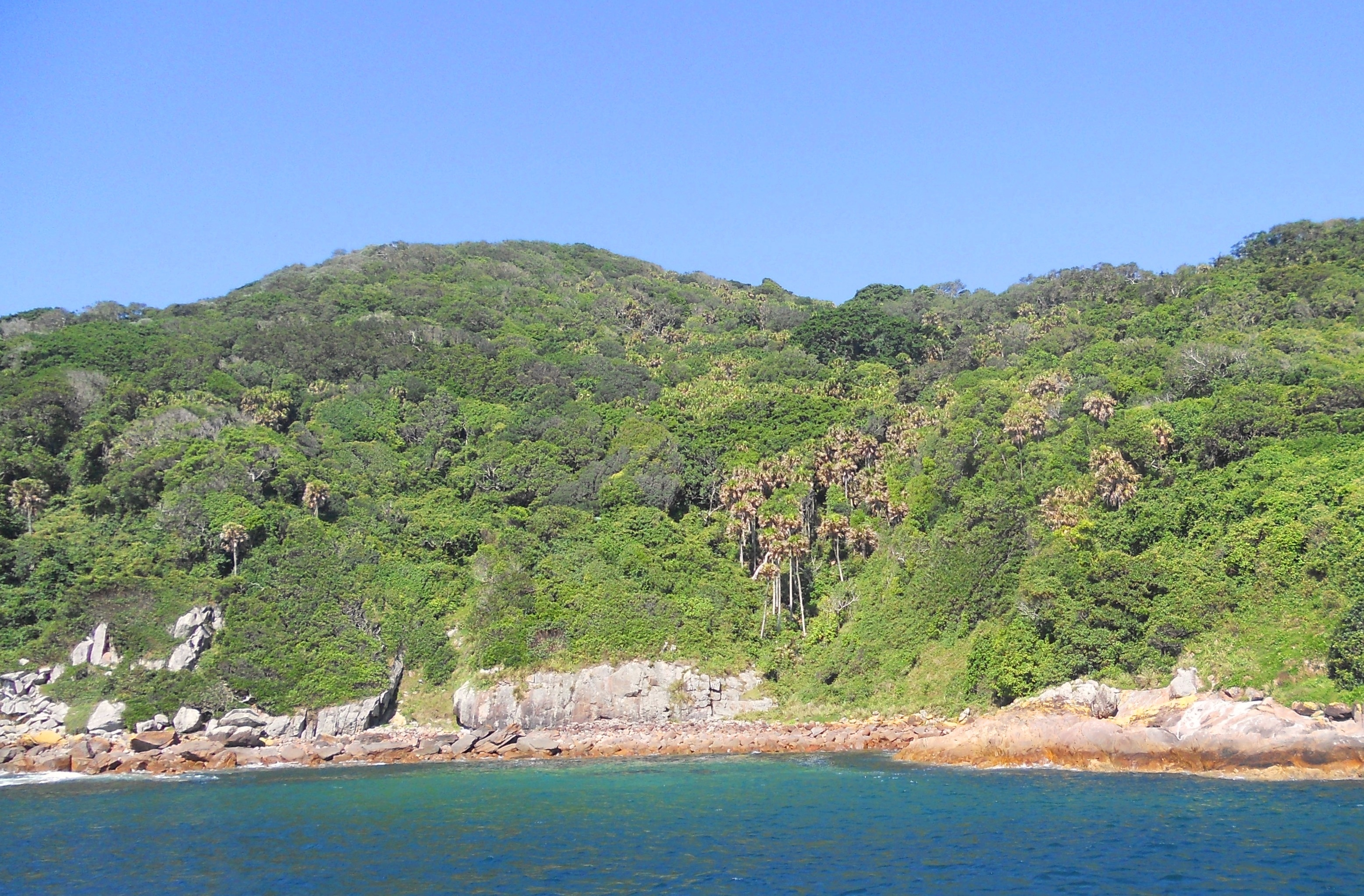
Cabbage Tree Island (westkant)

Cabbage Tree Island ook wel John Gould Nature Reserve is een natuurreservaat op een onbewoond eiland voor de oostkust van Australië in de staat New South Wales. Het eiland is 26 ha groot en is vernoemd naar de Australische soort palm Livistona australis. Het eiland ligt 1,4 km uit de kust in de monding van de haven van de gemeente Port Stephens. Het eiland, en het nabij gelegen eiland Boondelbah is de belangrijkste broedplaats van Goulds stormvogel. John Gould is een Britse natuuronderzoeker die veel heeft bijgedragen aan de kennis over Australische vogelsoorten. Goulds stormvogel is een kwetsbare zeevogelsoort van de Rode Lijst van de IUCN. Dit eiland en de nabij gelegen eilanden zijn beschermde leefgebieden voor vogels. De eilanden zijn alleen toegankelijk voor het uitvoeren van wetenschappelijk onderzoek en werkzaamheden in het kader van natuurbeheer.